# Lugau/Erzgeb.
Lugau/Erzgeb. este un oraș din landul Saxonia, Germania.

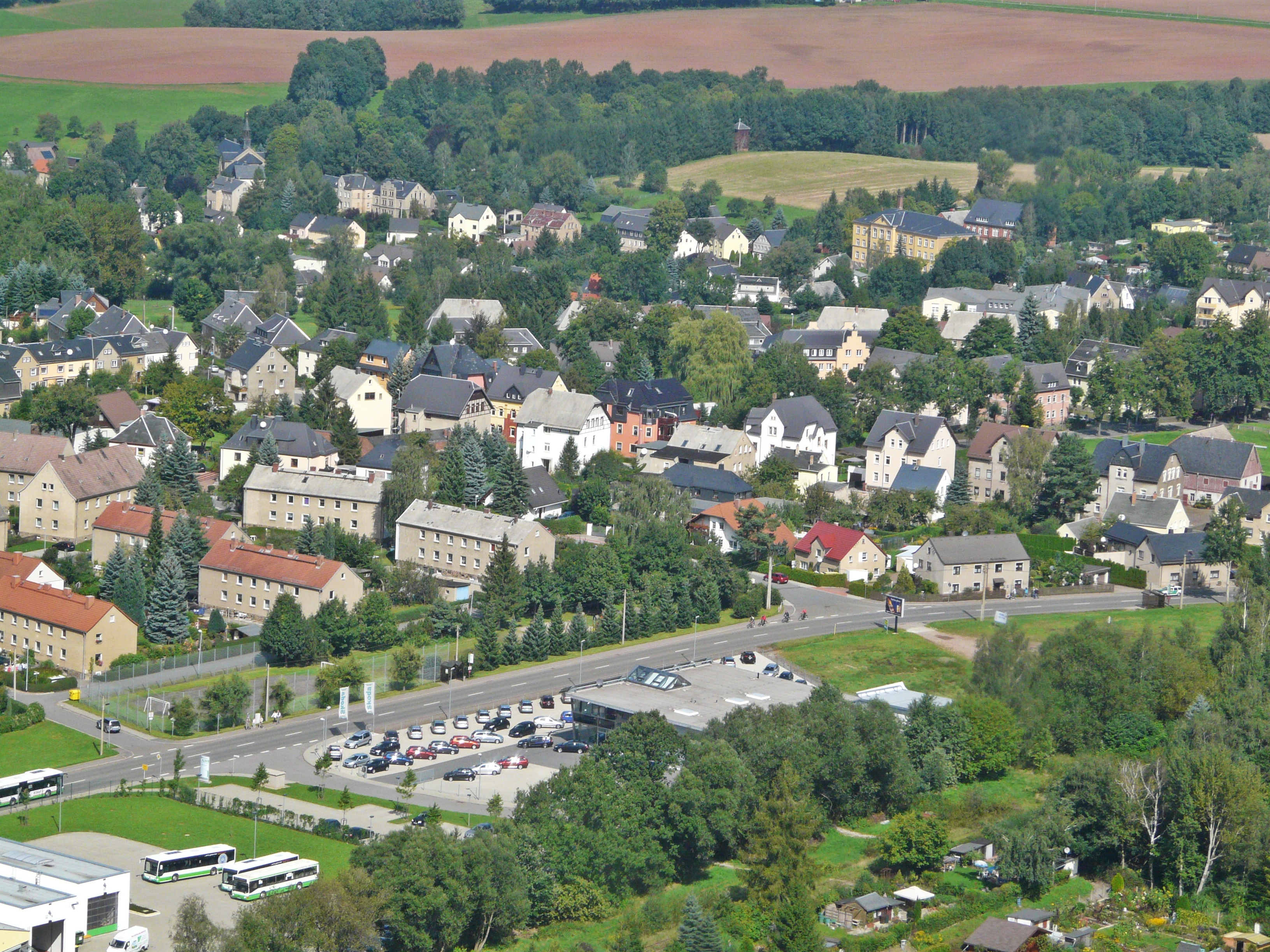
Lugau

1. ↑  Alle politisch selbständigen Gemeinden mit ausgewählten Merkmalen am 31.12.2018 (4. Quartal) (în germană), Statistisches Bundesamt[*], arhivat din original la 10 martie 2019, accesat în 10 martie 2019